# Открытый чемпионат Японии по теннису 2006
Открытый чемпионат Японии 2006 года — ежегодный профессиональный теннисный турнир в серии ATP International Gold для мужчин и 3-й категории WTA для женщин.
Соревнования проводилось на открытых хардовых кортах в Токио, Япония.
Турнир прошёл с 2 по 8 октября 2006 года.
Прошлогодние победители:
- мужчины одиночный разряд —  Уэсли Муди
- женщины одиночный разряд —  Николь Вайдишова
- мужчины парный разряд —  Сатоси Ивабути /  Такао Судзуки
- женщины парный разряд —  Хисела Дулко /  Мария Кириленко

## Соревнования

### Мужчины. Одиночный турнир
Роджер Федерер обыграл  Тима Хенмена со счётом 6-3, 6-3.
- Федерер выигрывает 9-й титул в сезоне и 42-й за карьеру в основном туре ассоциации.
- Хенмен уступает 1-й финал в сезоне и 17-й за карьеру в основном туре ассоциации.

### Женщины. Одиночный турнир
Марион Бартоли обыграла  Айко Накамуру со счётом 2-6, 6-2, 6-2.
- Бартоли выигрывает 2-й титул в туре ассоциации.
- Накамура уступает свой дебютный финал в туре ассоциации.

 Трипп Филлипс /  Эшли Фишер обыграли  Пола Голдстейна /  Джима Томаса со счётом 6-2, 7-5.
- Фишер выигрывает 1-й титул в сезоне и 2-й за карьеру в основном туре ассоциации.
- Филлипс выигрывает свой дебютный титул в основном туре ассоциации.

### Женщины. Парный турнир
Ваня Кинг /  Елена Костанич-Тошич обыграли  Чжань Юнжань /  Чжуан Цзяжун со счётом 7-6(2), 5-7, 6-2.
- Кинг выигрывает свой дебютный титул в туре ассоциации.
- Костанич-Тошич выигрывает 1-й титул в сезоне и 7-й за карьеру в туре ассоциации.